# كارل هاينز برونر
كارل هاينز برونر (بالألمانية: Karl-Heinz Brunner) هو سياسي ألماني، ولد في 14 مارس 1953 في ألمانيا. حزبياً، نشط في الحزب الديمقراطي الاجتماعي النمساوي والحزب الديمقراطي الاجتماعي الألماني (1982 – ) والحزب الاجتماعي الديمقراطي (تشيكيا). وقد في الانتخابات الفيدرالية الألمانية 2017، انتخب عضو في البوندستاغ الألماني عن دائرة Neu-Ulm (electoral district) ‏ وقد انضم خلال فترته النيابية (24 أكتوبر 2017 – )  للكتلة البرلمانية المجموعة البرلمانية للحزب الديمقراطي الاجتماعي ‏ وانتخب عمدة إلرتيسن (1990 – 2002) وانتخب عضو في البوندستاغ الألماني خلال فترته النيابية ‏ (22 أكتوبر 2013 – 24 أكتوبر 2017).

## وصلات خارجية
- الموقع الرسمي